# Fiat Grande Panda
Fiat Grande Panda – czwarta generacja Pandy została zaprezentowana po raz pierwszy publicznie w lipcu 2024 roku podczas obchodów 125. rocznicy powstania marki FIAT.

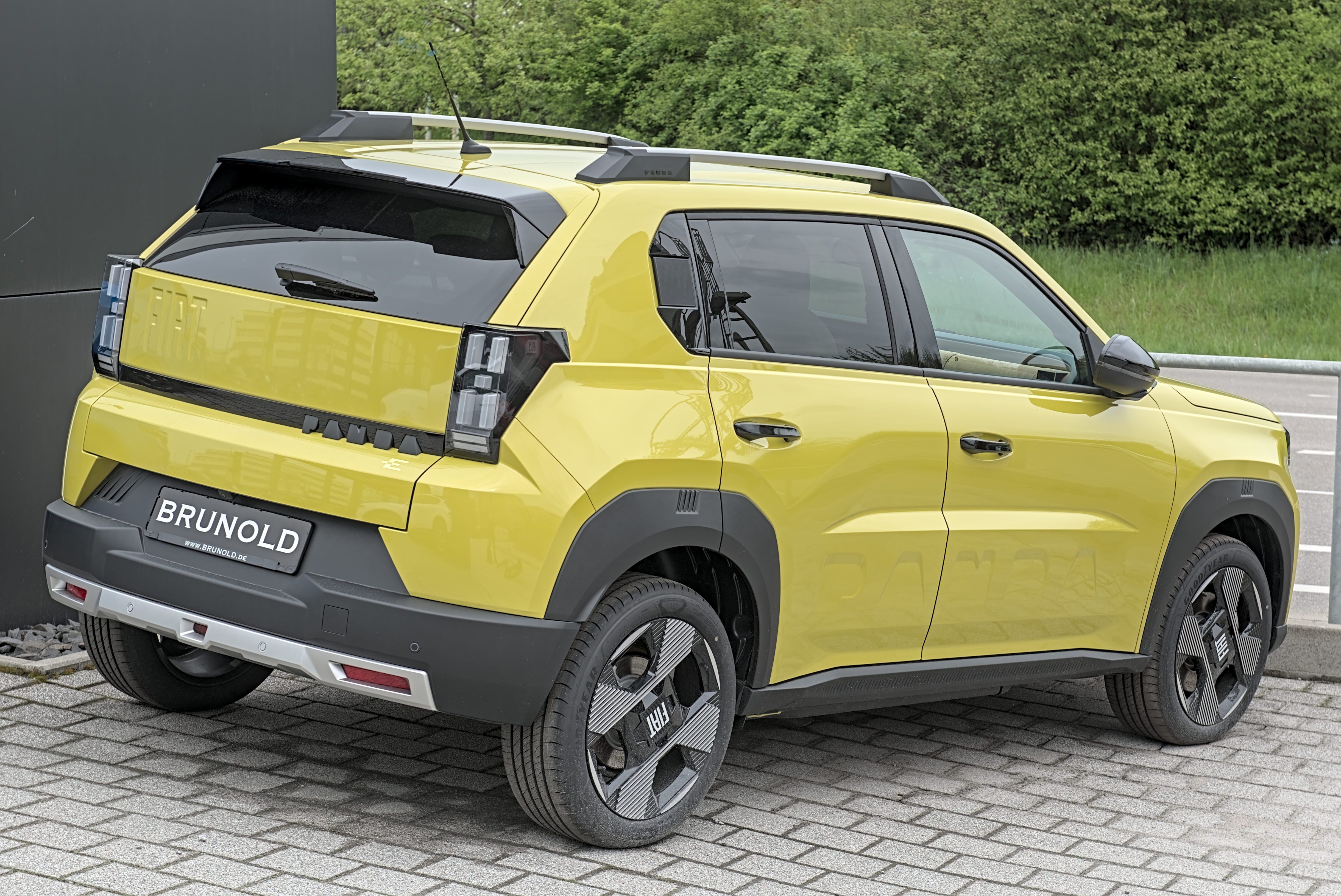
Fiat Grande Panda – tył

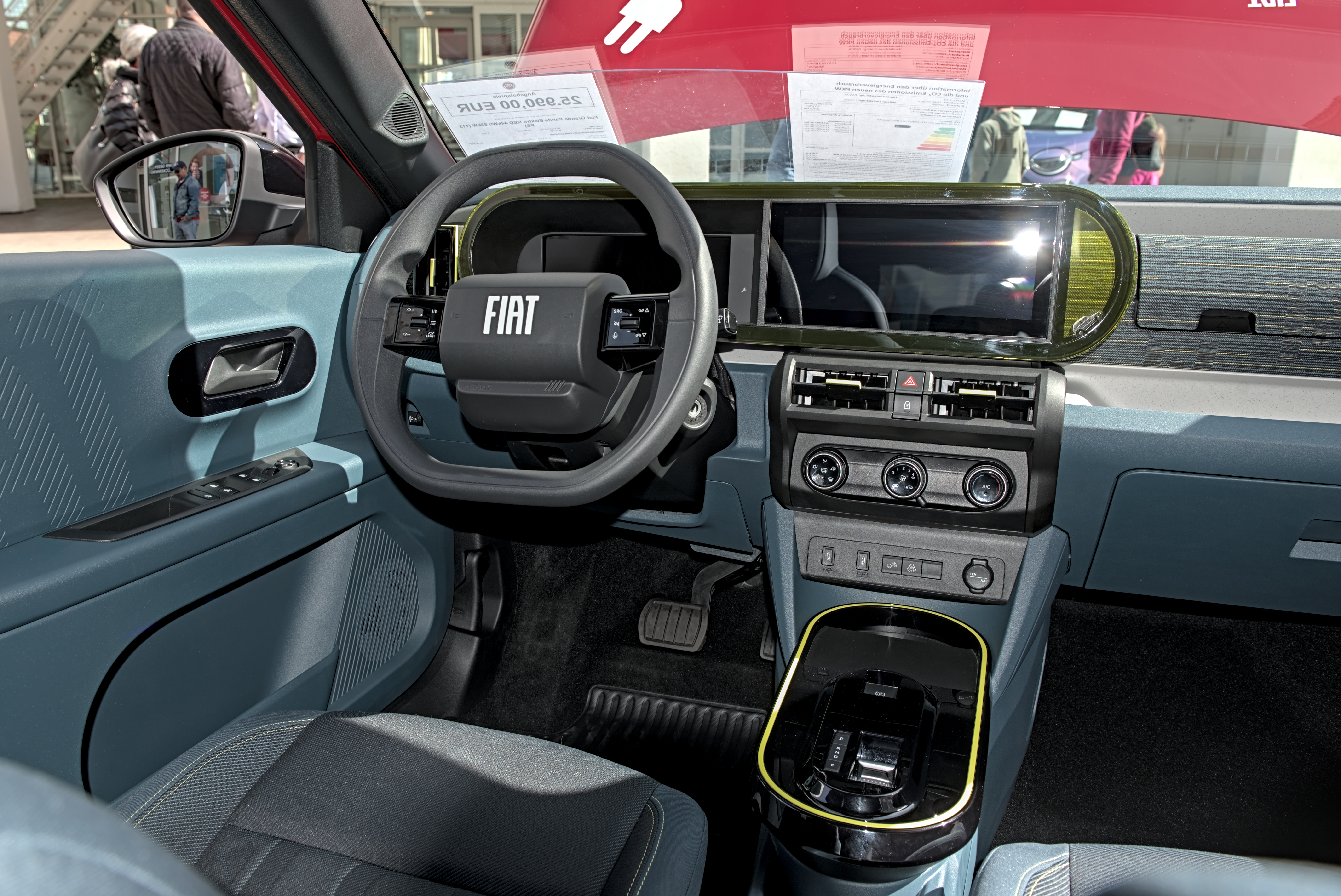
Fiat Grande Panda - wnętrze

Grande Panda, bazuje na platformie Smart Car współdzielonej z czwartą generacją Citroëna C3 i Opela Frontery  będzie dostępny jako hybryda benzynowa lub jako pojazd elektryczny zasilany akumulatorem. Grande Panda będzie sprzedawany razem z Fiatem Pandą trzeciej generacji, która będzie nadal produkowana we Włoszech.
Grande Panda, następca popularnej Pandy, to samochód o kompaktowych wymiarach, ale z przestronnym wnętrzem, idealny do miasta i dla rodzin. Charakteryzuje się pudełkowatym kształtem nadwozia, nawiązującym do poprzednika, ale z nowoczesnymi akcentami. Nowością są m.in. pikselowe światła LED, inspirowane grą Tetris oraz fabryką Lingotto, a także opcjonalne białe felgi stalowe w wersji Red®. Samochód oferuje też możliwość wyboru między napędem hybrydowym a elektrycznym.
Nawiązania do przeszłości: Trójwymiarowy napis "Panda" z boku i z tyłu, logo FIAT z przodu, reflektory LED PXL inspirowane grami z lat 80.
Nowoczesne akcenty: Optycznie powiększona bryła tylnej części dzięki zintegrowaniu błyszczącej czarnej ramki z trójwymiarowymi literami Panda, 17-calowe felgi aluminiowe z diamentowym szlifem i kołpakami z logo FIAT, które nawiązują do lat 90.
Kolorystyka: Siedem kolorów nadwozia nawiązujących do stylu życia Włochów i DNA marki FIAT: Żółty Limone, Brązowy Luna, Lazurowy Acqua, Niebieski Lago, Czerwony Passione, Czarny Cinema oraz Biały Gelato.
Wersja RED®: Felgi stalowe 16" z białym wykończeniem, tylne i przednie światła Pixel LED, spojler tylny w kolorze błyszczącej czerni, środkowy słupek z logo RED.

## Wersje wyposażenia[5]
- Pop
- Icon
- La prima
- RED®

Fiat Grande Panda 4x4 jeszcze nie ma oficjalnej daty premiery. Fiat zaprezentował koncepcyjny model, ale na razie nie podano, kiedy trafi do produkcji. Pierwsze dostawy Grande Pandy, w tym wersji elektrycznej i hybrydowej, przewidywane są na połowę 2025 roku, ale wersja 4x4 może pojawić się później.

## Silniki
| Silnik                 | Pojemność skokowa [cm³] | Moc maksymalna [KM] ( [kW] ) przy obr./min | Maks. moment obrotowy [Nm] przy obr./min | Układ i liczba cylindrów | Układ rozrządu/liczba zaworów | Przyśpieszenie 0-100 km/h (s) | Prędkość maksymalna km/h | Spalanie miasto/trasa/średnio (l/100km) | Emisja CO2 (g/km) |
| 1.2 Mild Hybrid (MHEV) | 1199                    | 110(81)MHEV 100(81)                        | 205                                      | R3                       | 12                            | 11,2                          | 160                      | 5,4                                     | 123               |
| 113 KM Electric (BEV)  | 0                       | 113(83)                                    | 122                                      | -                        | -                             | 11.0/11.5                     | 132                      | 16,8 kWh                                | 0                 |